# Østergård (Slesvig)
 For alternative betydninger, se Østergård. (Se også artikler, som begynder med Østergård)
Østergård (ty. Gut Oestergaard) er et gods beliggende ved landsbyerne Stenbjerg og Nisvrå nær Gelting Bugt i det østlige Angel i Sydslesvig. Administrativt hører Østergård under Stenbjerg Kommune i Slesvig-Flensborg kreds i den nordtyske delstat Slesvig-Holsten. I kirkelig henseende hører stedet under Stenbjerg Sogn. Sognet lå i den danske periode indtil 1864 i Ny Herred (Flensborg Amt, Slesvig).
Gårdens ældre navn er Stenbjerggård el. Stenbjerggaard. Stenbjerggård var en forhenværende herregård, som blev flyttet til østsiden af Stenbjerg på vegne af adelsfamilien von dem Hagen. Østergård fik derved sit nuværende navn i 1500-tallet. Den blev til tider også omtalt som Krummesgaard. Det lille gods rådede kun over besiddelser i Stenbjerg og Bjerregade (→Stenbjergkirke), hvor en gård blev mageskiftet i 1655 mod en nær Mårkær. 1530 og 1549 nævnes Otto Sehestedt. I 1600-tallet kom godset i Pogwisch-familiens eje. I årene 1806 til 1847 boede Claus Jaspersen ved godset og varetog retsplejen på en række godser i omegnen (Dyttebøl, Prisholt ved Ravnholt, Rundtoft samt Tøstrup ved Ørsbjerg). Som følge af patrimonialjurisdiktionens afskaffelse i 1853 kom Østergård som alle andre godser i Angels godsdistrikt under det nyoprettede Kappel Herred.
Den nuværende pudsede hovedbygning i to etager med både flad- og rundbuede vinduer er opført 1856 i en senklassicistisk stil. Trapperne, der leder op til bygningen, er udført i datidens nye materiale, støbejern. Godset er stadig landbrug, men huser også ferielejligheder. På en del af godsets grund ligger Østergårdskov.
Gårdens nuværende navn er første gang dokumenteret 1559 og beskriver godsets beliggenhed øst i sognet. Ved siden af Østergård findes i Stenbjerg Sogn med den nord i sognet beliggende Nørregård (Gingtoftgård) endnu et andet gods.